# Dyspyralis noloides
Dyspyralis noloides är en fjärilsart som beskrevs av Barnes och Mcdunnough 1916. Dyspyralis noloides ingår i släktet Dyspyralis och familjen nattflyn. Inga underarter finns listade i Catalogue of Life.